# Rupert Brooke
Rupert Chawner Brooke (03 tháng 08 năm 1887-23 tháng 04 năm 1915) – [nhà thơ] Anh, nổi tiếng với những bài thơ viết về chiến tranh, đặc biệt là bài thơ "Người lính" (The Soldier). Ông cũng được biết đến với vẻ đẹp nam tính của mình, nhà thơ W. B Yeats gọi ông là "người đàn ông trẻ tuổi đẹp trai nhất nước Anh".

## Tiểu sử
Brooke sinh tại 5 Hillmorton Road, Rugby, Warwickshire, là con thứ hai trong ba người con của William Parker Brooke, một thầy giáo ở Rugby, và Ruth Mary Brooke, người Cotterill. Ông học tại trường Rugby và trường Hillbrow.
Trong khi đi du lịch ở châu Âu, ông đã viết luận án mang tên "John Webster và vở kịch Elizabeth", nhờ đó mà giành được một học bổng của Trường Cao đẳng Hoàng gia Cambridge, nơi ông trở thành một thành viên của Hội "Sứ đồ Cambridge" và tham gia thành lập "Hội Marlowe".
Năm 1913 Brooke chịu một cú sốc tình cảm vì phải chia tay cô bạn gái Katherine Laird Cox. Để cho khuây khỏa, ông đã đi du lịch sang Mỹ và Canada, viết các bài cho báo Westminster Gazette. Ở đây ông có quan hệ tình cảm với nữ diễn viên Cathleen Nesbitt. Ông đã viết một số bài thơ tặng người đẹp này.
Khi Chiến tranh Thế giới thứ nhất nổ ra, Brooke tham gia quân đội, phục vụ trong lực lượng Hải quân. Tháng 10 năm 1914 ông tham gia cuộc Thám hiểm Antwerp để sau đó tham gia vào các trận đánh lớn. Tuy vậy, tháng 2 năm 1915 ông bị bệnh nhiễm trùng máu do muỗi cắn. Mặc dù đã được các bác sĩ hết lòng cứu chữa nhưng Brooke đã không qua khỏi. Ông mất ngày 23 tháng 4 năm 1915 tại một bệnh viện trên tàu của Pháp. 

## Một số bài thơ
| Người lính Nếu tôi chết, xin hãy nghĩ về tôi: Có một góc đất nhỏ ở nước ngoài Mãi mãi là nước Anh. Rằng đất ấy Là một nắm tro quý giá từ đây Rằng nắm tro này sinh dưới bầu trời Của nước Anh và thở bằng không khí Và cánh hoa của nước Anh từng bẻ Tắm sông quê, vui dưới ánh mặt trời. Giờ trái tim ngừng đập ở trên đời Xua cái ác, nhịp đập còn đâu đó Những gì của nước Anh còn gìn giữ Từ những niềm vui, ánh mắt, nụ cười Lòng thân ái, nghĩ suy, và tất cả Về dưới bầu trời của nước Anh thôi. Một ngày Ngày hôm nay anh hạnh phúc vô cùng Suốt cả ngày này anh chỉ nhớ về em Cảm nhận tiếng cười em đùa vui trên sóng Giữa trời xanh những đám mây nhỏ của tình Gửi về em con sóng trắng của đại dương Đội lên đầu em những ước mơ đơn giản Đem bụi cũ xưa từ những ngày cay đắng Thay bằng một niềm vui lặng lẽ ngập tràn. Anh đùa chơi với những hoài niệm tối tăm Giống như trẻ con dưới bầu trời mùa hạ Chơi hàng giờ với hòn đá sáng lên kỳ lạ Chỉ vì không biết rằng phố đã cháy từ xưa Tình bị phản bội, vụ giết người đã có Và đã trở thành tro cay đắng – những vị vua. Bản dịch của Nguyễn Viết Thắng | The Soldier If I should die, think only this of me: That there's some corner of a foreign field That is for ever England. There shall be In that rich earth a richer dust concealed; A dust whom England bore, shaped, made aware, Gave, once, her flowers to love, her ways to roam, A body of England's, breathing English air, Washed by the rivers, blest by suns of home. And think, this heart, all evil shed away, A pulse in the eternal mind, no less Gives somewhere back the thoughts by England given; Her sights and sounds; dreams happy as her day; And laughter, learnt of friends; and gentleness, In hearts at peace, under an English heaven. One Day Today I have been happy. All the day I held the memory of you, and wove Its laughter with the dancing light o' the spray, And sowed the sky with tiny clouds of love, And sent you following the white waves of sea, And crowned your head with fancies, nothing worth, Stray buds from that old dust of misery, Being glad with a new foolish quiet mirth. So lightly I played with those dark memories, Just as a child, beneath the summer skies, Plays hour by hour with a strange shining stone, For which (he knows not) towns were fire of old, And love has been betrayed, and murder done, And great kings turned to a little bitter mould. |